# Bacillus thuringiensis
Bacillus thuringiensis (лат.) — вид грамположительных, спорообразующих почвенных бактерий. Клетки и специфический кристаллический белковый δ-эндотоксин проявляют инсектицидное действие по отношению к гусеницам многих представителей насекомых отрядов чешуекрылых и жёсткокрылых, личинкам москитов, мошек, нематод. Используется в биозащите растений, при помощи гена эндотоксина (Cry-токсина) осуществлена трансформация растений и получены ГМ растения, устойчивые к поеданию вредителями. Характерной морфологической особенностью является наличие кристаллов токсинов в цитоплазме, окрашиваемых красителем анилиновым чёрным.

## Биологические свойства
Хемоорганогетеротроф, факультативный анаэроб. Представляет собой крупную (5 × 1 мкм) палочковидную бактерию. Подвижны, образуют термоустойчивую спору, расположенную субтерминально. В центре клетки располагается кристалл токсина, прокрашивающийся красителем анилиновым чёрным (систематический признак).

### Геном
Геном Bacillus thuringiensis штамма Al Hakam представлен кольцевой двуцепочечной молекулой ДНК размером 5257091 п.н., содержащей 4883 гена, из которых 4736 кодируют белки. Также в геноме этого штамма присутствует плазмида pALH1, также представленная кольцевой двуцепочечной молекулой ДНК размером 55939 п.н., содержащей 62 гена, из которых 62 кодируют белки.

## Патогенез
Кристалл токсина представляет собой агрегат, состоящий из высокомолекулярного белка (130—140 кДа). Является протоксином, необходима предварительная активация, практически нерастворим в воде (растворяется лишь в среднем кишечнике чувствительных видов насекомых при pH около 9.5) и является безопасным для всех позвоночных (включая человека) и большинства насекомых, проявляя высокую специфичность по отношению к насекомому—хозяину. После растворения в кишечнике подвергается расщеплению протеазами с образованием активного δ-токсина с молекулярной массой 60 кДа. Активный токсин прикрепляется к мембранам эпителия среднего кишечника насекомых, вызывая уравнивание концентраций ионов снаружи и внутри клеток, что приводит к нарушению работы пищеварительной системы личинки, постепенно вызывая голодную смерть. Понижения рН кишечника личинок необходимо B. thuringiensis для создания благоприятных условий для своего развития и размножения в теле хозяина. (См. Cry-токсины)

## Применение
Бактерии и их очищенные энтомоцидные кристаллические токсины нашли применение в биозащите растений  ввиду их высокой специфичности по отношению к насекомым-вредителям, отсутствия к ним привыкания, низкой опасности ввиду отсутствия биологических эффектов для позвоночных и других отрядов насекомых, высокой технологичности. Разработаны и широко применяются ГМ растения (кукуруза, картофель и хлопок), несущие cry-гены и соответственно продуцирующие Cry-токсины, обладающие высокой устойчивостью к насекомым-вредителям.